# Spinja
Spinja (cyr. Спиња) – wieś w Czarnogórze, w gminie Tuzi. W 2011 roku liczyła 39 mieszkańców.